# Милорад Жижић
Милорад Жижић (Никшић, 1. децембар 1986) је црногорски професионални боксер и ВБЦ (енгл. World Boxing Council) Медитерански Шампион у средњој категорији.
Има једанаест мечева, исто толико победа, од тога пет нокаутом.

## Биографија
Бокс је почео да тренира са пет година, а са девет је имао свој први меч. Био је јуниорски првак Србије и Црне Горе. Син је Веселина Жижића, некадашњег шампиона СФР Југославије у аматерском боксу.
Свој професионални деби имао је 20.05.2011. у Београду, када је нокаутом у првој рунди победио хрватског боксера Рената Гогошевића. У септембру 2012. године победио је Мамадоу Тиама, освајача интерконтиненталне титуле у ВБА верзији и бившег првака Европе у ЕБУ организацији. У новембру 2012. године постао је ИБФ омладински првак света. У Априлу 2013. године Жижић осваја ВБЦ медитеранску титулу победивши Франческа Базилеа нокаутом у другој рунди. .
Крајем 2013. године своју професионалну каријеру наставља у САД где је потписао уговор са некадашњим светским шампионом Рој Џонс Џуниором. .